# Iglesia de Nuestra Señora de Fátima (Mamoudzou)
La Iglesia de Nuestra Señora de Fátima  (en francés: Église de Notre Dame de Fatima) es el nombre que recibe un edificio religioso afiliado a la Iglesia católica y que se encuentra en la localidad de Mamoudzou, la capital del departamento de ultramar francés de Mayotte en el océano Índico y su comuna más poblada.
El templo que data de 1957 sigue el rito romano o latino y depende del vicariato apostólico de las Islas Comoras (Apostolicus Vicariatus Insularum Comorensium o bien Vicariat apostolique de l'archipel des Comores) que fue elevado a su actual estatus en 2010 por el papa Benedicto XVI mediante la bula “Divini Salvatoris”.
Como su nombre lo indica está dedicada a la Virgen María en su advocación de Nuestra Señora de Fátima.